# The Crims
The Crims é um jogo WBMMOG, onde um usuário registrado (jogador) age como um criminoso em uma cidade denominada CrimCity, interagindo através de um navegador. O objetivo do jogo é finalizar a rodada com a maior quantidade de respeito através de atividades ilícitas como roubar diferentes alvos e lugares, equipar-se com armas e coletes à prova de balas, comprar casas de prostituição e prostitutas, comercializar drogas, apostar no cassino e manter fábricas de drogas. Cada rodada dura, em média, quarenta e cinco dias e, ao final de cada uma, os melhores jogadores recebem prêmios que variam entre dinheiro, videogames e créditos.
O jogo é todo desenvolvido em PHP, através de uma linguagem dinâmica é possível fazer com que milhares de pessoas interajam através de browser, sem que seja necessário realizar o download de nenhum programa para começar a jogar.
Para participar do jogo basta acessar o site oficial do game e fazer um cadastro, aceitando as regras do jogo e fornecendo um endereço de e-mail válido já que a senha de acesso será enviada para o endereço de e-mail informado no cadastro.
Segundo informação no site do jogo, há mais de quatro milhões de usuários registrados. O jogo está disponível em dezoito idiomas, dentre os quais inglês, sueco, polonês, espanhol, português (tanto do Brasil como de Portugal), alemão, romeno, italiano e francês.

## Polêmica
The Crims causou polêmica em 2006 quando o Ministério Público do Brasil entrou com um pedido para o seu bloqueio em todo o território nacional. Segundo o MPF, tal jogo configuraria prática de apologia ao crime (incitação).